# Kamal Sabri Kolta
Kamal Sabri Kolta (* 1930 in Kairo; † 22. November 2023) war ein ägyptischer Ägyptologe.

## Leben
Nach dem Abitur in Gizeh studierte Kolta klassische Philologie von 1950 bis 1954 an der Universität Kairo und war anschließend als Englischlehrer an einem ägyptischen Gymnasium tätig. Ab 1960 folgte das Studium der Ägyptologie und Altphilologie in Tübingen, das er 1967 mit der Promotion zum Doktor der Philosophie abschloss. Ab 1970 war er wissenschaftlicher Assistent am Institut für Geschichte der Medizin der Ludwig-Maximilians-Universität München und ab 1974 akademischer Rat, ab 1984 akademischer Oberrat am selben Institut in der Lessingstraße. Sein Forschungsgebiet war die Geschichte der Medizin Ägyptens in der pharaonischen, griechisch-römischen, koptischen und in der islamischen Zeit bis zum 14. Jahrhundert. Arbeiten über dieses Gebiet veröffentlichte er in verschiedenen Fachzeitschriften. Zuletzt war er freier Mitarbeiter und Lehrbeauftragter im Institut für Ethik, Geschichte und Theorie der Medizin sowie am Institut für Ägyptologie und Koptologie. Neben den Arbeiten zu seinem engeren Fachgebiet verfasste Kolta auch weitere Bücher zum ägyptischen Themenkreis.

## Schriften (Auswahl)
- Die Gleichsetzung ägyptischer und griechischer Götter bei Herodot. Tübingen 1968, OCLC 165430323 (zugleich Dissertation, Tübingen 1968).
- Zur Geschichte der altägyptischen Augenkrankheit „Trachom“. In: Christa Habrich, Frank Marguth, Jörn Henning Wolf (Hrsg.) unter Mitarbeit von Renate Wittern: Medizinische Diagnostik in Geschichte und Gegenwart. Festschrift für Heinz Goerke zum sechzigsten Geburtstag. München 1978 (= Neue Münchner Beiträge zur Geschichte der Medizin und Naturwissenschaften: Medizinhistorische Reihe. Band 7/8), ISBN 3-87239-046-5, S. 41–50.
- Christentum im Land der Pharaonen. Geschichte und Gegenwart der Kopten in Ägypten. Pfeiffer, München 1985, ISBN 3-7904-0429-2.
- Von Echnaton zu Jesus. Auf den Spuren des Christentums im Alten Ägypten. Mit einer Einleitung von Manfred Görg (= Wewelbuch. Band 146). Wewel, München 1993, ISBN 3-87904-146-6.
- Die Heilkunde im Alten Ägypten. Magie und Ratio in der Krankheitsvorstellung und therapeutischen Praxis (= Sudhoffs Archiv. Beiheft 42). Steiner, Stuttgart 2000, ISBN 3-515-07482-1.
- als Herausgeber: Saber Gabra: Drugs in ancient Egypt. Drugs of mineral origin. Kairo 2010, ISBN 977-17-9666-6 (zugleich Dissertation, Kairo 1950).